# Крузвілл (Нью-Мексико)
Крузвілл (англ. Cruzville) — переписна місцевість (CDP) в США, в окрузі Катрон штату Нью-Мексико. Населення — 74 особи (2020).

## Географія
Крузвілл розташований за координатами 33°48′40″ пн. ш. 108°40′4″ зх. д. / 33.81111° пн. ш. 108.66778° зх. д. (33.810986, -108.667685).  За даними Бюро перепису населення США в 2010 році переписна місцевість мала площу 6,61 км², з яких 6,61 км² — суходіл та 0,00 км² — водойми.

## Демографія
Згідно з переписом 2010 року, у переписній місцевості мешкали 72 особи в 31 домогосподарстві у складі 18 родин. Густота населення становила 11 особа/км².  Було 46 помешкань (7/км²).
Расовий склад населення:
| - 97,2 % — білих - 1,4 % — корінних американців |

До двох чи більше рас належало 1,4 %. Частка іспаномовних становила 25,0 % від усіх жителів.
За віковим діапазоном населення розподілялося таким чином: 27,8 % — особи молодші 18 років, 45,8 % — особи у віці 18—64 років, 26,4 % — особи у віці 65 років та старші. Медіана віку мешканця становила 46,0 року. На 100 осіб жіночої статі у переписній місцевості припадало 111,8 чоловіків;  на 100 жінок у віці від 18 років та старших — 92,6 чоловіків також старших 18 років.
Цивільне працевлаштоване населення становило 22 особи. Основні галузі зайнятості: освіта, охорона здоров'я та соціальна допомога — 81,8 %, сільське господарство, лісництво, риболовля — 18,2 %.